# Saint-Amant-Roche-Savine
 Saint-Amant-Roche-Savine  es una población y comuna francesa, situada en la región de Auvernia, departamento de Puy-de-Dôme, en el distrito de Ambert y cantón de Saint-Amant-Roche-Savine.

## Demografía
| 710 | 653 | 585 | 540 | 500 | 530 |
| Para los censos de 1962 a 1999 la población legal corresponde a la población sin duplicidades (Fuente: INSEE [Consultar]) |     |     |     |     |     |